# Rue de la Croix du Trahoir
La rue de la Croix du Trahoir est une ancienne rue située dans l'ancien 4e arrondissement de Paris qui a été absorbée par la rue Saint-Honoré. Elle correspond à l'actuelle rue Saint-Honoré entre les rues de l'Arbre-Sec et du Rempart.